# Ebro (Comarca)
Die Comarca Ebro ist eine der zehn Comarcas in der Provinz Burgos der autonomen Gemeinschaft Kastilien und León.
Sie umfasst 11 Gemeinden auf einer Fläche von 578,87 km² mit dem Hauptort Miranda de Ebro.

## Gemeinden
| Gemeinde              | Einwohner (2024) | Fläche km² | Dichte Einw./km² | Cod INE | Postleitzahl       |
| --------------------- | ---------------- | ---------- | ---------------- | ------- | ------------------ |
| Altable               | 47               | 8,22       | 6                | 09013   | 09219              |
| Ameyugo               | 108              | 12,51      | 9                | 09016   | 09219              |
| Bozoó                 | 102              | 33,16      | 3                | 09054   | 09219              |
| Bugedo                | 189              | 9,93       | 19               | 09057   | 09293              |
| Condado de Treviño    | 1.489            | 260,71     | 6                | 09109   | 09215–09217, 09294 |
| Encío                 | 41               | 18,76      | 2                | 09120   | 09219              |
| Miranda de Ebro       | 36.018           | 101,33     | 355              | 09219   | 09200              |
| Pancorbo              | 437              | 58,45      | 7                | 09251   | 09280              |
| La Puebla de Arganzón | 557              | 18,87      | 30               | 09276   | 09294              |
| Santa Gadea del Cid   | 161              | 28,98      | 6                | 09347   | 09219              |
| Valluércanes          | 63               | 27,95      | 2                | 09419   | 09219              |
| Comarca Ebro          | 39.212           | 578,87     | 68               | –       | –                  |